# Rosa persetosa
Rosa persetosa es una especie de planta del género Rosa, de la familia Rosaceae.

## Taxonomía
Rosa persetosa fue descrita por Rolfe en 1913.

## Distribución
Se encuentra en el territorio centro-sur de China.